# Days of Future Future
Days of Future Future, llamado Días del futuro futuro en Hispanoamérica y Días de futuro-futuro en España, es el decimoctavo episodio de la vigesimoquinta temporada de la serie animada Los Simpson y el 548 de la misma. Fue escrito por J. Stewart Burns y dirigido por Bob Anderson, y se emitió en Estados Unidos el 13 de abril de 2014 por FOX. La estrella invitada fue Amy Poehler como Jenda. Es el quinto episodio de seis que tratan sobre el futuro  (junto con Lisa's Wedding, Bart to the Future, Future-Drama y Holidays of Future Passed y Barthood). En este episodio futurista, Bart se siente solo y extraña a Jenda, Milhouse es mordido por un zombi y Homer es conectado a unidad flash.
El episodio recibió críticas muy negativas por parte de fanáticos, el público y los críticos. Este capítulo fue colocado como uno de los peores episodios emitidos en 2014 y de la temporada 25 de la Serie.

## Sinopsis
Por la mañana Marge encuentra restos de cajas de pizza repartidos por toda la sala de estar. Los gemidos de Homer llevan a Marge a encontrar a su marido en la parte superior de la mesa de la cocina. Homer recibe consejos de Marge sobre su salud. Justo cuando Homer parece estar tomando las palabras de Marge de corazón, él sube las escaleras para decirle a su esposa que va a tomar su salud en serio, luego cae por las escaleras y muere. Durante al funeral de Homer en la iglesia, el pueblo llora por el patriarca Simpson. De repente, el profesor Frink interrumpe el procedimiento para anunciar que él ha hecho un clon de Homer. Frink razonó que en un principio quería empezar con una oveja, pero luego decidió experimentar con un algo más simple. Marge advierte a Homer que debe tomar este segunda oportunidad en serio. Pero el Homer #2 muere por una sobredosis de ensalada de papa al día siguiente. El tercer Homer llega solo para morir. El cuarto Homer cae en la tumba abierta del tercer Homer. El quinto Homer se electrocuta a sí mismo con la tostadora. Nadie sabe lo que le pasa al sexto Homer. El séptimo clon esta en el hospital y el mismo tira del enchufe para suicidarse cuando se entera de que no puede comer alimentos sólidos durante dos semanas. De manera sucesiva se va mostrando al paso del tiempo cómo es que los distintos clones de Homer fallecen por una u otra razón, por ejemplo uno de ellos hace una torre con los demás cadáveres para alcanzar un estante en el supermercado. Esto mientras se ve cómo la familia va creciendo y desarrollándose al paso del tiempo.
Treinta años en el futuro, los Simpson lloran al Homer #76 que ha muerto. Pero esta vez Frink no puede traer de vuelta a Homer para sorpresa de la familia. Sin embargo, el profesor hizo memoria de almacenamiento de Homer en una unidad flash, que se conecta a una pantalla de televisión. Cuando Marge se da cuenta de que su marido es solo una cara en una pantalla, se harta de él y le da la unidad flash a Bart, para que Homer resida con él hasta que ella pueda encontrar una manera de acostumbrarse a su esposo en su forma actual. Además, piensa que Bart no hizo nada en su vida durante 30 años y que son el uno para el otro. 
Bart sigue viviendo en la Escuela Primaria de Springfield y se siente solo, ya que su exesposa, Jenda, tiene una nueva pareja, Jerry (un extraterrestre similar al de la película alien pero en color verde y características humanoides como el hablar el mismo lenguaje que los humanos). En el parque de dinosaurios donde trabaja, Bart se lamenta y se lo admite a Nelson, su supervisor y su más cercano amigo, por lo que se puede apreciar que extraña a sus hijos aunque este le dice que debería estar feliz de ser libre. 
Mientras tanto, en un comedor zombi, Lisa alimenta a los no-muertos con "cerebro" de sustancias sintéticas para "ceganos". Su esposo, Milhouse, preocupado y paranoico va a buscarla, pero un zombi muerde a Milhouse y lo convierte en otro no-muerto.
Nelson lleva a Bart a la tienda Hard Lad, que ahora es un club nocturno. Pero Bart no puede olvidarse de Jenda y es echado del club. Entonces renta una patineta para adultos y se transporta en ella. Curiosamente va a dar a un lugar donde se hace terapia de choques y se olvida de su ex. Después del procedimiento, Bart comienza a ponerse de nuevo en el mundo de las citas, y se acuesta con una mujer tras otra.
Lisa y Bart llevan a Milhouse al hospital. Allí le dan una inyección, que repetirían en dos semanas. Dentro de ese tiempo, Milhouse podría sufrir "zombie-ismo". En la calle, Lisa y Milhouse-zombi son atacados por los bravucones (que ahora son maleantes). Entonces, Milhouse lucha contra los matones quienes al tratar de ultimarlo con un cuchillo se ven imposibilitados a hacerlo por dicha condición (para ello utiliza al oficial Ralph como garrote) y Lisa piensa que Milhouse es mejor siendo zombi porque el viejo Milhouse no hubiera tenido las agallas para enfrentarlos.
Bart visita a su mamá, quien afirma que no extraña a Homer. Aunque se emociona cuando Bart le dice que había traído su unidad flash. De todos modos, no lo pueden ver porque Homer se había mezclado accidentalmente con una grabación de un programa de televisión, por lo que Marge se decepciona. 
Ya en casa de Bart, Homer recibe un cuerpo robótico (donde sus partes venían empacadas por separado), justo antes de que los niños de Bart lleguen a casa. Ellos le dicen a su papá que Jerry abandonó a Jenda. Entonces, Bart y Jenda van a comer a un restaurante, donde se dan cuenta de que todavía se sienten atraídos el uno por el otro. Ellos se reconcilian y Bart se muda a la casa de Jenda. Pero las cosas no van tan bien como esperan. 
Bart ahora piensa si hacer las paces con Jenda es la decisión correcta, y se dirige al bar de Moe para tomar una bebida pero para su sorpresa encuentra a Lisa bebiendo en su dilema de tratar de decidir si hacer a Milhouse humano de nuevo o no. Incluso si prefiere el olor de la descomposición de su carne. Marge está allí también oculta convenientemente detrás de un arbusto. Ella señala que no tienen idea de lo que es un matrimonio áspero. Ellos quieren saber su secreto de cómo ella se quedó con Homer durante tanto tiempo. Ella dice que cuando ellos tomen una decisión con el corazón, se atiene a ella. Incluso Moe cuida del Hombre Duff en su vejez. Lisa le pregunta si esto significa que ella va a tomar volver con Homer. Ella dice que ella, de hecho, va a unirse a él para siempre ... y ella misma se electrocuta y hace la transferencia para estar en la pantalla del televisor con él. 
Tomando en cuenta el consejo de su mamá, Lisa convierte a Milhouse de nuevo en humano, mientras que Bart decide hacer las paces con Jenda y decirle que su relación no puede continuar. De pronto, la pantalla se rompe en cuadraditos y Bart despierta apareciendo nuevamente haciéndose la terapia de shock. Cuando Bart le pregunta a la chica del lugar cuánto hace que estaba allí, ella le dice que nunca se ha ido, y todo lo que experimentó desde que llegó fue un implante neural en su lóbulo temporal. 
Finalmente, todos aparecen en el sótano de la casa de los Simpson. Homer es un robot dorado que cumple varias tareas domésticas a la vez, por lo que Marge sigue enamorada de él. Bart cree que Milhouse ya no es un zombi, pero Lisa le dice que eso fue parte de su sueño, no hay cura para el zombi-ismo, por lo cual Milhouse sigue siendo un zombi, aunque Lisa lo prefiere así, mientras que Bart decide aceptar su vida tal y como venga.